# Haarnasenotter

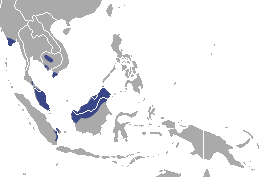
Bisher bekannte Verbreitung des Haarnasenotters.

Der Haarnasenotter (Lutra sumatrana) ist ein Säugetier aus der Familie der Marder. Er ist der seltenste und am wenigsten erforschte der fünf in Ostasien vorkommenden Otter (Unterfamilie Lutrinae). Aufgrund menschlicher Verfolgung und Lebensraumzerstörung wird der Haarnasenotter von der IUCN als stark gefährdet („endangered“) eingestuft.

## Beschreibung
Haarnasenotter sind mittelgroße Otter, die Körperlänge beträgt etwa 1,3 m, das Gewicht um 7 kg. Zwischen den kräftig bekrallten Zehen sind vollständige Schwimmhäute ausgebildet. Das Fell ist oberseits dunkelbraun, auf der Unterseite etwas heller. Kinn und Oberlippe sind scharf abgesetzt weißlich cremefarben. Die gesamte Nasenregion ist kurz und dunkel behaart.

## Verbreitung und Lebensraum
Das Verbreitungsgebiet der Art umfasst Teile Südostasiens und ist bisher nicht genau bekannt. Gesicherte Nachweise wurden in den letzten etwa 20 Jahren in Thailand, Kambodscha, Vietnam, Malaysia, Brunei und auf der indonesischen Insel Sumatra erbracht, in den 1980er Jahren auch von verschiedenen anderen Lokalitäten im Norden Borneos. Ein historischer Nachweis liegt außerdem für Myanmar vor. Möglicherweise umfasst das Areal der Art demnach große Teile Südostasiens von Nordostindien nach Osten bis Vietnam und nach Süden außerdem die Großen Sundainseln.
Nach den vorliegenden Berichten bewohnt die Art sumpfige Moorwälder, die Unterläufe von Flüssen, Meeresküsten und speziell Mangrove.

## Lebensweise
In einem sumpfige Moorwaldgebiet im Süden Thailands bestand die Nahrung zu 85,5 % aus Fisch; weitere Beutetiere waren wasserbewohnende Schlangen, Eidechsen, Wasserschildkröten, Säugetiere und Insekten. Angaben zum Sozialverhalten und zur Fortpflanzung liegen bisher kaum vor. Die Tragzeit dauert wie bei anderen Ottern etwa zwei Monate. Im Mekong-Delta bringen die Weibchen offenbar im November und Dezember Junge zur Welt. Welpen wurden dort von Dezember bis Februar gesehen und in einem Fall führten beide Eltern ein Jungtier. 

## Bestand und Gefährdung
Die Art ist in ihrem gesamten Verbreitungsgebiet selten bis sehr selten. Zwischen 1998 und 2005 galt der Haarnasenotter als verschollen und Daten zur Siedlungsdichte gibt es bisher nicht. Die IUCN geht davon aus, dass der Bestand in den letzten 30 Jahren um bis zu 50 % zurückgegangen und auch weiterhin rückläufig ist, Hauptgefährdung ist menschliche Verfolgung im gesamten Areal der Art. Als zusätzliche Gefährdungen in den wenigen Gebieten mit gesicherten Vorkommen gelten Habitatzerstörungen durch Umwandlung in landwirtschaftliche Flächen, Holznutzung und Brände sowie ein Mangel an geeigneten Beutetieren aufgrund menschlicher Übernutzung. Der Haarnasenotter wird von der IUCN daher als stark gefährdet („endangered“) eingestuft.